# 石飛町
石飛町（いしとびちょう）は、愛知県豊田市の町名。

## 概要
豊田市の北西部に位置し、藤岡地区（旧西加茂郡藤岡町の町域にほぼ相当する）に属する。
町域南西部を矢作川支流である飯野川が縦貫する。飯野川には石飛川・間山川が注ぎ、合流部付近には採石場、採土場がある。愛知県道33号瀬戸設楽線が飯野川と併走し、人家も県道沿いに集中している。間ノ山と呼ばれる町域北東部は山林の深い地域だが、木瀬町から当地域を下り県道につながる一本の山道は外越（とごし、戸越）道と呼ばれ、小原から戸越峠を経て瀬戸を結ぶ街道のひとつであった。大正期から昭和初期にかけて、陶土材が瀬戸まで運ばれた道筋である。

## 歴史

### 沿革
- 江戸期- 寛永期の『三河国村々高附』においては「加茂郡石飛村」、天保期の郷帳においても「加茂郡石飛村」という表記が見受けられる[6]。
- 1635年（寛永12年）当時- 成瀬氏領であった[4]。
- 1701年（元禄14年）- 幕府領となる[4]。
- 1868年（明治元年）- 三河吉田藩領となる[4]。
  - なお文献によっては1705年（宝永2年）頃に三河吉田藩領となったとする記述もある[5]。
- 1871年（明治4年）- 大区小区制施行により、第4大区第3小区に所属する[6]。
- 1878年（明治11年）- 郡区町村編制法施行により、加茂郡が西加茂郡と東加茂郡に分割される。これに伴い、石飛村の所属が加茂郡から西加茂郡に変更される[5]。
- 1884年（明治17年）7月- 戸長役場設置に伴い、石飛村、飯野村（いいのむら）、北一色村（きたいしきむら）、田茂平村（たもだいらむら）、西中山村（にしなかやまむら）、迫村（はさまむら）、深見村（ふかみむら）の7村が同組に組み込まれる[7]。
- 1889年（明治22年）10月1日- 市制・町村制施行に伴い、石飛村、飯野村、北一色村、田茂平村、西中山村、迫村、深見村の7村が合併して西加茂郡藤河村が誕生し[8]、石飛村は藤河村大字石飛に継承される[5]。
- 1906年（明治39年）4月1日- 藤河村、高岡村、富貴下村の内3大字が合併して藤岡村が誕生し[9]、藤河村大字石飛は藤岡村大字石飛に継承される[5]。
- 1978年（昭和53年）4月1日- 藤岡村の町制施行に伴い[9]、住所表示が藤岡町大字石飛に変更される[5]。
- 2005年（平成17年）4月1日- 藤岡町の豊田市への編入に伴い、住所表示が豊田市石飛町に変更される。

## 世帯数と人口
2019年（令和元年）7月1日現在の世帯数と人口は以下の通りである。
| 町丁   | 世帯数  | 人口  |
| ------ | ------- | ----- |
| 石飛町 | 155世帯 | 379人 |

### 人口の変遷
国勢調査による人口の推移
| 2005年（平成17年） | 525人 | [ 10 ] |  |
| 2010年（平成22年） | 484人 | [ 11 ] |  |
| 2015年（平成27年） | 419人 | [ 12 ] |  |

## 学区
市立小・中学校に通う場合、学区は以下の通りとなる。
| 番・番地等 | 小学校             | 中学校             |
| ---------- | ------------------ | ------------------ |
| 全域       | 豊田市立飯野小学校 | 豊田市立藤岡中学校 |

## 寺社
石飛須原神社
町域最南部、飯野境と呼ばれる地区の住宅密集地の最深部にあり、白山姫命を祀る。1718年（享保3年）、1861年（文久元年）の二度にわたり再建されている。なお、境内は藤岡飯野町とまたがっている。

## 文化財

### 古窯
- 板倉窯- 近現代[14]
- 飯野境窯- 近世[14]

### 散布地
高堤遺跡- 縄文・中世・近世
町域西部から上渡合町にかけて、広く分布している。

### 城館跡
石飛砦跡
お須原山、及び東に隣接する御岳山と呼ばれる二つの丘陵の頂付近にあり、削平地に空堀と土塁が残る。石飛須原神社はここに鎮座している。

## その他

### 日本郵便
- 郵便番号 : 470-0463[2]（集配局：藤岡郵便局[15]）。